# Liturgiam Authenticam
Liturgiam Authenticam is de vijfde instructie ‘betreffende de juiste uitvoering van de Constitutie over de Liturgie van het Tweede Vaticaans Concilie’ (bij Sacrosanctum Concilium, art. 36). Ze verscheen op 28 maart 2001.
De eerste vier instructies waren :
1. Inter Oecumenici (26 september 1964)
2. Tres abhinc annos (4 mei 1967)
3. Liturgicae instaurationes (5 september 1970)
4. Varietates legitimae (25 januari 1994)

In deze instructie wordt aan de bisschoppenconferenties gevraagd om de bestaande vertalingen van het missaal in de volkstaal te herzien en te verbeteren.